# Kinfocenter
Kinfocenter — програма зі стільничного оточення KDE, яка надає інформацію про систему.
До випуску KDE 3.1 вона була інтегрована із контрольним центром. Більшість опцій спочатку розроблялися під Linux, але багато з них після того було портовано і під інші операційні системи. Вона також надає корисну інформацію про KDE, таку як додатки KIO.

## Надавана інформація
- Пристрої
- DMA-канали
- Переривання
- Порти вводу/виводу
- Мережеві інтерфейси
- Пам'ять
- OpenGL
- Розділи диску
- PCI
- PCMCIA
- Процесор
- Протоколи
- Сервер Samba
- SCSI
- USB-пристрої
- Пристрої збереження інформації
- X-Server
- Версії операційної системи та стільничного середовища